# Терещенко, Наталья Митрофановна
Ната́лья Митрофа́новна Тере́щенко (1908, Волгоградская область — 1987) — учёный лингвист, специалист по самодийским языкам, составитель первого большого ненецко-русского словаря, супруга Антона Петровича Пырерки.

## Биография
Уроженка Волгоградской области. Была направлена на учительские курсы в Архангельск. С 1930 года работала учительницей в Тельвисочном сельсовете Ненецкого автономного округа. В 1931 году направлена на учёбу в Северное отделение Пед. института им. Герцена в Ленинград. С 1933 года преподавала ненецкий язык в Институте народов Севера. Во время войны была в эвакуации в селе Мухино Кировской области, где работала воспитательницей детского сада. В 1942 году направлена в Омский педагогический институт, где работала деканом факультета народов Севера и заведующей кафедры северных языков. С 1945 года — заведующая кафедры угро-самодийских языков факультета народов Севера Ленинградского университета. В 1968 году защитила докторскую диссертацию по теме: «Вопросы лексики ненецкого языка и принципы построения двуязычных словарей языков разных систем с различной письменной традицией».